# Bakir Beširević
Bakir Beširević (Orašje, 3. studenog 1965.) bivši je bosanskohercegovački nogometaš.
Od 1992. do 2002. igrao je za Osijek. Bio je dijelom postave koja je 1999. osvojila Hrvatski nogometni kup pobijedivši u završnici vinkovačku Cibaliju. Ostao je zapamćen i kao igrač koji je odigrao više od 260 utakmica u Osijekovom dresu, čime je rekorder po broju nastupa za klub.
Od 1996. do 2000. odigrao je 19 utakmica za bosanskohercegovačku reprezentaciju.